# تاتلرزویل (آلاباما)
تاتلرزویل (به انگلیسی: Tattlersville) یک منطقهٔ مسکونی در ایالات متحده آمریکا است که در شهرستان کلارک، آلاباما واقع شده‌است.